# A.C.F. Brescia Calcio Femminile 2024-2025
Questa voce raccoglie le informazioni riguardanti l'A.C.F. Brescia Calcio Femminile Società Sportiva Dilettantistica nelle competizioni ufficiali della stagione 2024-2025.

## Stagione
Per la nuova stagione la dirigenza opera nella sessione estiva di calciomercato per il consistente ricambio nell'organico sia sulla panchina, ora affidata a Giovanni Valenti, libero da dicembre 2023 dopo l'esonero dai mecedoni del Brera Strumica, intervenendo su tutti i reparti anche con giocatrici in prestito anche da grandi club, tre di provenienza Juventus tra cui l'attaccante della nazionale polacca Magdalena Sobal che alla fine del campionato si laurea miglior marcatrice con 21 reti.
In campionato il Brescia, dopo un complicato avvio che lo vede inanellare 5 sconfitte sulle 6 prima gare in programma, dopo una serie di vittoriosi scontri diretti si attesta costantemente in posizioni di medio-alta classifica che mantiene fino al termine, pur con una lieve flessione nelle prestazioni nelle ultime giornate ma sempre ben distante dalla zona retrocessione.
Diverso il rendimento in Coppa Italia, che seppur impegnativa per gli scontri in programma con squadre di Serie A si interrompe già ai sedicesimi di finale per opera di una concorrente della serie cadetta, superata dal Verona nell’incontro casalingo dell'8 settembre 2024.

## Divise e sponsor
La grafica delle tenute da gioco riprende il classico motivo a V sulla maglia, bianco in campo azzurro o a colori invertiti, che caratterizza anche il Brescia maschile, dalla quale questa società si ricorda essere indipendente. Invariati rispetto alla stagione precedente il main sponsor, Pardgroup, e quello tecnico, fornitore delle tenute, Macron.
| Casa | Trasferta |

## Organigramma societario
Come da sito societario.
Area amministrativa
- Presidente: Clara Gorno
- Segretario generale: Stefano Bini

Area tecnica
- Allenatore: Giovanni Valenti
- Vice allenatore: Michele Cavalli
- Preparatore dei portieri: Mauro Bacchin
- Preparatore atletico: Francesco Zammarchi
- Medici sociali: Daniele Ciamprone, Giuliano Dipasquale, Cristian Scalas
- Fisioterapista: Stefano Ferrari
- Magazziniere: Davide Ferrari
- Team manager: Roberta Ballabio

## Rosa
Rosa, ruoli e numeri di maglia tratti dal sito ufficiale, integrati da smr.worldfootball.net.
| N. |                    | Ruolo | Calciatrice        |
| -- | ------------------ | ----- | ------------------ |
| 1  | Italia (bandiera)  | P     | Valeria Cazzioli   |
| 2  | Italia (bandiera)  | A     | Francesca Calderan |
| 3  | Italia (bandiera)  | A     | Emma Bossi         |
| 4  | Italia (bandiera)  | C     | Aurora Celestini   |
| 5  | Italia (bandiera)  | D     | Ludovica Nicolini  |
| 6  | Romania (bandiera) | D     | Alexandra Tunoaia  |
| 7  | Italia (bandiera)  | A     | Veronique Brayda   |
| 8  | Italia (bandiera)  | C     | Serena Magri       |
| 9  | Italia (bandiera)  | A     | Isabel Cacciamali  |
| 10 | Italia (bandiera)  | C     | Gaia Farina        |
| 11 | Polonia (bandiera) | A     | Magdalena Sobal    |
| 13 | Italia (bandiera)  | P     | Sabrina Tasselli   |
| 14 | Italia (bandiera)  | D     | Ludovica Nicolini  |
| 14 | Italia (bandiera)  | C     | Laura Seneci       |

| N. |                     | Ruolo | Calciatrice         |
| -- | ------------------- | ----- | ------------------- |
| 15 | Italia (bandiera)   | D     | Letizia Angoli      |
| 16 | Italia (bandiera)   | C     | Marta Morreale      |
| 17 | Italia (bandiera)   | A     | Veronica Pedrini    |
| 18 | Svezia (bandiera)   | A     | Astrid Larsson      |
| 19 | Italia (bandiera)   | A     | Alice Berti         |
| 20 | Svezia (bandiera)   | C     | Jenny Hjohlman      |
| 21 | Italia (bandiera)   | A     | Siria Menassi       |
| 22 | Giappone (bandiera) | D     | Yuka Kuratomi       |
| 23 | Italia (bandiera)   | D     | Sofia Lepera        |
| 24 | Italia (bandiera)   | D     | Clara Raccagni      |
| 27 | Italia (bandiera)   | D     | Stefania Zanoletti  |
| 29 | Italia (bandiera)   | A     | Valentina Corbetta  |
| 33 | Italia (bandiera)   | A     | Giorgia Berveglieri |
| 97 | Italia (bandiera)   | P     | Gloria Navarra      |

## Calciomercato

### Sessione estiva
| Acquisti | Acquisti            | Acquisti          | Acquisti      |
| R.       | Nome                | da                | Modalità      |
| -------- | ------------------- | ----------------- | ------------- |
| P        | Valeria Cazzioli    | Accademia SPAL    | [ 8 ]         |
| P        | Gloria Navarra      | Freedom           | [ 8 ]         |
| D        | Yuka Kuratomi       | Sfida Setagaya    | [ 9 ]         |
| D        | Sofia Lepera        | Academy Pavia U19 | prestito      |
| D        | Shauna Peare        | San Marino        | [ 8 ]         |
| D        | Marta Razza         | Inter U19         | prestito      |
| C        | Gaia Farina         | Bologna           | fine prestito |
| A        | Alice Berti         | Juventus          | prestito      |
| A        | Giorgia Berveglieri | Juventus U19      | prestito      |
| A        | Emma Bossi          | Fiorentina U19    | prestito      |
| A        | Isabel Cacciamali   | Tavagnacco        | [ 8 ]         |
| A        | Magdalena Sobal     | Juventus          | prestito      |

| Cessioni | Cessioni            | Cessioni   | Cessioni   |
| R.       | Nome                | a          | Modalità   |
| -------- | ------------------- | ---------- | ---------- |
| P        | Giorgia Bettineschi | Fiorentina | [ 12 ]     |
| P        | Martina Bibe        |            | svincolata |
| D        | Paola Boglioni      |            | svincolata |
| D        | Rossella Larenza    |            | svincolata |
| C        | Alessia Accornero   | Moncalieri |            |
| C        | Laura Ghisi         | Lumezzane  |            |
| C        | Giulia Lumina       |            | svincolata |
| A        | Teresa Fracas       | Arezzo     | [ 13 ]     |
| A        | Siria Menassi       |            | svincolata |
| A        | Sofia Pasquali      | Freedom    |            |
| A        | Francesca Squaratti |            | svincolata |
| A        | Nina Stapelfeldt    |            | ritirata   |
| A        | Danila Zazzera      | Parma      | svincolata |

### Sessione invernale
| Acquisti | Acquisti       | Acquisti          | Acquisti |
| R.       | Nome           | da                | Modalità |
| -------- | -------------- | ----------------- | -------- |
| D        | Jenny Requirez | Juventus          | prestito |
| C        | Astrid Larsson | Eskilstuna United | [ 16 ]   |

| Cessioni | Cessioni           | Cessioni   | Cessioni |
| R.       | Nome               | a          | Modalità |
| -------- | ------------------ | ---------- | -------- |
| D        | Shauna Peare       | San Marino |          |
| C        | Laura Seneci       | Bologna    |          |
| A        | Valentina Corbetta | Ravenna    |          |

## Risultati

### Serie B

#### Girone di andata
| Arbitro: | Scicolone (San Donà di Piave) |

|            |           |                                      |
| Lepera 66’ | Marcatori | 63’ Di Luzio 84’ Tironi 90+2’ Harvey |

| Arbitro: | Moncalvo (Collegno) |

|                                   |           |                                                   |
| Lazzari 16’ Corda 53’ (rig.), 55’ | Marcatori | 4’ (rig.), 30’ Cacciamali 19’ Brayda 41’ Hjohlman |

| Arbitro: | Carrisi (Padova) |

|  |           |              |
|  | Marcatori | 74’ Gelmetti |

| Arbitro: | Branzoni (Mestre) |

|  |           |                |
|  | Marcatori | 49’ Fusar Poli |

| Arbitro: | Romeo (Genova) |

|                                   |           |                           |
| Coda 7’ Pasquali 16’ Stankova 87’ | Marcatori | 47’ Caccciamali 49’ Berti |

| Arbitro: | Bissolo (Legnago) |

|  |           |                       |
|  | Marcatori | 38’, 40’, 64’ Ferrato |

| Arbitro: | Gargano (Bologna) |

|  |           |                         |
|  | Marcatori | 1’ Berti 36’, 65’ Sobal |

| Arbitro: | Bissolo (Legnago) |

|                                                   |           |              |
| Berti 4’ Sobal 19’, 37’ Brayda 62’ Cacciamali 81’ | Marcatori | 83’ Crocioni |

| Arbitro: | Iheukwumere (L'Aquila) |

|  |           |                    |
|  | Marcatori | 33’ Gaia 42’ Sobal |

| Arbitro: | Jusufoski (Mestre) |

|                                                               |           |            |
| Berti 8’ Farina 24’ Sobal 31’, 63’ Brayda 60’ Berveglieri 67’ | Marcatori | 52’ Peddio |

| Arbitro: | Vincenzi (Bologna) |

|                    |           |                         |
| Peretti 51’ (rig.) | Marcatori | 45’ Farina 70’ Kuratomi |

| Arbitro: | Fazza (Schio) |

|                               |           |           |
| Pinna 21’ (rig.) Viscardi 23’ | Marcatori | 80’ Berti |

| Arbitro: | Kovacevic (Arco-Riva) |

|                             |           |                                             |
| Sobal 8’ Peruzzo 75’ (aut.) | Marcatori | 50’ (rig.), 72’ (rig.) Rognoni 52’ Ferrario |

| Arbitro: | Palmieri (Avellino) |

|           |           |                                              |
| Massa 78’ | Marcatori | 23’ Magri 28’ Kuratomi 62’ Sobal 83’ Pedrini |

| Arbitro: | Cerqua (Trieste) |

|                          |           |           |
| Magri 39’ Sobal 55’, 82’ | Marcatori | 15’ Ketiš |

#### Girone di ritorno
| Arbitro: | Meta (Vicenza) |

|            |           |                 |
| Tironi 35’ | Marcatori | 78’ Caccciamali |

| Arbitro: | Radovanovic (Maniago) |

|                                                 |           |  |
| Lepera 4’ Cacciamali 21’ Berti 35’ Hjohlman 61’ | Marcatori |  |

| Arbitro: | La Luna (Collegno) |

|                        |           |                  |
| Nocchi 6’ Spinelli 21’ | Marcatori | 62’ (rig.) Sobal |

| Narni 15 febbraio 2025, ore 12:00 CET 19ª giornata                      | Ternana   | 2 – 1 referto referto 2 | Brescia | Stadio Moreno Gubbiotti |
| \| \| \| \| \| Bonetti 67’ Regazzoli 78’ \| Marcatori \| 81’ Larsson \| |           |                         |         |                         |
|                                                                         |           |                         |         |                         |
| Bonetti 67’ Regazzoli 78’                                               | Marcatori | 81’ Larsson             |         |                         |

| Arbitro: | Volpi (La Spezia) |

|              |           |           |
| Requirez 68’ | Marcatori | 44’ Zanni |

| Arbitro: | Iorfida (Collegno) |

|                                     |           |  |
| Cuschieri 50’ Cinotti 65’ Massa 81’ | Marcatori |  |

| Arbitro: | Macrina (Reggio Calabria) |

|                |           |                                    |
| Cacciamali 51’ | Marcatori | 1’ Carcassi 57’ Corazzi 81’ Taddei |

| Arbitro: | Marchetti (L'Aquila) |

|  |           |           |
|  | Marcatori | 59’ Berti |

| Arbitro: | Borghi (Modena) |

|                                                                   |           |  |
| Sobal 2’, 30’, 36’, 38’ Larsson 5’, 35’ Berveglieri 137’ Beti 56’ | Marcatori |  |

| Arbitro: | Bissolo (Legnano) |

|              |           |                                              |
| Corbetta 68’ | Marcatori | 2’, 59’ Magri 28’, 61’ Sobal 70’ Berveglieri |

| Arbitro: | Ismail (Rovereto) |

|                           |           |             |
| Sobal 2’ Barro 20’ (aut.) | Marcatori | 42’ Peretti |

| Arbitro: | Kurti (Mestre) |

|                     |           |  |
| Sobal 41’ Magri 62’ | Marcatori |  |

| Arbitro: | Acquafredda (Molfetta) |

|            |           |  |
| Kajzba 70’ | Marcatori |  |

| Arbitro: | Colazzo (Casarano) |

|                     |           |                               |
| Sobal 16’ Magri 32’ | Marcatori | 35’, 37’ Palombi 58’ Iannazzo |

| Arbitro: | Vincenzi (Bologna) |

|                                                                                |           |  |
| Cavallin 10’ Landa 25’ Marengoni 35’ Saggion 45’ Begal 65’, 69’ Montemezzo 82’ | Marcatori |  |

### Coppa Italia
| Arbitro: | Bonasera (Enna) |

|              |           |                              |
| Brayda 90+2’ | Marcatori | 27’ Casellato 88’ Duchnowska |

## Statistiche

### Statistiche di squadra
| Competizione | Punti | In casa | In casa | In casa | In casa | In casa | In casa | In trasferta | In trasferta | In trasferta | In trasferta | In trasferta | In trasferta | Totale | Totale | Totale | Totale | Totale | Totale | DR  |
| Competizione | Punti | G       | V       | N       | P       | Gf      | Gs      | G            | V            | N            | P            | Gf           | Gs           | G      | V      | N      | P      | Gf     | Gs     | DR  |
| ------------ | ----- | ------- | ------- | ------- | ------- | ------- | ------- | ------------ | ------------ | ------------ | ------------ | ------------ | ------------ | ------ | ------ | ------ | ------ | ------ | ------ | --- |
| Serie B      | 44    | 15      | 7       | 1       | 7       | 37      | 22      | 15           | 7            | 1            | 7            | 27           | 27           | 30     | 14     | 2      | 14     | 64     | 49     | +15 |
| Coppa Italia | -     | 1       | 0       | 0       | 1       | 1       | 2       | -            | -            | -            | -            | -            | -            | 1      | 0      | 0      | 1      | 1      | 2      | -1  |
| Totale       | -     | 16      | 7       | 1       | 8       | 38      | 24      | 15           | 7            | 1            | 7            | 27           | 27           | 31     | 14     | 2      | 15     | 65     | 51     | +14 |

### Andamento in campionato
| Giornata  | 1 | 2 | 3 | 4  | 5  | 6  | 7  | 8 | 9 | 10 | 11 | 12 | 13 | 14 | 15 | 16 | 17 | 18 | 19 | 20 | 21 | 22 | 23 | 24 | 25 | 26 | 27 | 28 | 29 | 30 |
| --------- | - | - | - | -- | -- | -- | -- | - | - | -- | -- | -- | -- | -- | -- | -- | -- | -- | -- | -- | -- | -- | -- | -- | -- | -- | -- | -- | -- | -- |
| Luogo     | C | T | C | C  | T  | C  | T  | C | T | C  | T  | T  | C  | T  | C  | T  | C  | T  | T  | C  | T  | C  | T  | C  | T  | C  | C  | T  | C  | T  |
| Risultato | P | V | P | P  | P  | P  | V  | V | V | V  | V  | P  | P  | V  | V  | N  | V  | P  | P  | N  | P  | P  | V  | V  | V  | V  | V  | P  | P  | P  |
| Posizione | 9 | 6 | 9 | 12 | 13 | 15 | 14 | 9 | 7 | 7  | 5  | 7  | 8  | 8  | 7  | 7  | 6  | 7  | 7  | 7  | 7  | 9  | 8  | 6  | 6  | 6  | 5  | 6  | 7  | 8  |

Legenda:

Luogo: C = Casa; T = Trasferta. Risultato: V = Vittoria; N = Pareggio; P = Sconfitta.

### Statistiche delle giocatrici
| Giocatore      | Serie B  | Serie B | Serie B     | Serie B    | Coppa Italia | Coppa Italia | Coppa Italia | Coppa Italia | Totale   | Totale | Totale      | Totale     |
| Giocatore      | Presenze | Reti    | Ammonizioni | Espulsioni | Presenze     | Reti         | Ammonizioni  | Espulsioni   | Presenze | Reti   | Ammonizioni | Espulsioni |
| -------------- | -------- | ------- | ----------- | ---------- | ------------ | ------------ | ------------ | ------------ | -------- | ------ | ----------- | ---------- |
| L. Angoli      | 1        | 0       | 0           | 0          | -            | -            | -            | -            | 1        | 0      | 0           | 0          |
| A. Berti       | 27       | 8       | 3           | 0          | 1            | 0            | 0            | 0            | 28       | 8      | 3           | 0          |
| G. Berveglieri | 29       | 3       | 1           | 0          | 1            | 0            | 0            | 0            | 30       | 3      | 1           | 0          |
| E. Bossi       | 11       | 0       | 0           | 0          | 1            | 0            | 0            | 0            | 12       | 0      | 0           | 0          |
| V. Brayda      | 11       | 3       | 0           | 0          | 1            | 0            | 0            | 0            | 12       | 3      | 0           | 0          |
| I. Cacciamali  | 28       | 7       | 0           | 0          | 1            | 0            | 0            | 0            | 29       | 7      | 0           | 0          |
| V. Cazzioli    | 3        | -7      | 0           | 0          | 0            | 0            | 0            | 0            | 3        | -7     | 0           | 0          |
| A. Celestini   | 19       | 0       | 3           | 0          | 1            | 0            | 0            | 0            | 20       | 0      | 3           | 0          |
| V. Corbetta    | 5        | 0       | 0           | 0          | 0            | 0            | 0            | 0            | 5        | 0      | 0           | 0          |
| G. Farina      | 19       | 3       | 1           | 0          | 1            | 0            | 0            | 0            | 20       | 3      | 1           | 0          |
| M. Galbusera   | 1        | 0       | 0           | 0          | -            | -            | -            | -            | 1        | 0      | 0           | 0          |
| J. Hjohlman    | 22       | 2       | 0           | 0          | 1            | 0            | 0            | 0            | 23       | 2      | 0           | 0          |
| Y. Kuratomi    | 16       | 2       | 0           | 0          | -            | -            | -            | -            | 16       | 2      | 0           | 0          |
| A. Larsson     | 15       | 3       | 1           | 0          | -            | -            | -            | -            | 15       | 3      | 1           | 0          |
| S. Lepera      | 29       | 2       | 2           | 1          | 0            | 0            | 0            | 0            | 29       | 2      | 2           | 1          |
| S. Magri       | 27       | 6       | 2           | 0          | -            | -            | -            | -            | 27       | 6      | 2           | 0          |
| S. Menassi     | 18       | 0       | 0           | 0          | 0            | 0            | 0            | 0            | 18       | 0      | 0           | 0          |
| M. Morreale    | 28       | 0       | 7           | 0          | 1            | 0            | 0            | 0            | 29       | 0      | 7           | 0          |
| G. Navarra     | 0        | 0       | 0           | 0          | -            | -            | -            | -            | 0        | 0      | 0           | 0          |
| L. Nicolini    | 24       | 0       | 3           | 0          | 1            | 0            | 0            | 0            | 25       | 0      | 3           | 0          |
| S. Peare       | 0        | 0       | 0           | 0          | -            | -            | -            | -            | 0        | 0      | 0           | 0          |
| V. Pedrini     | 23       | 1       | 1           | 0          | 1            | 0            | 0            | 0            | 24       | 1      | 1           | 0          |
| L. Polini      | 0        | 0       | 0           | 0          | -            | -            | -            | -            | 0        | 0      | 0           | 0          |
| C. Raccagni    | 6        | 0       | 2           | 0          | 0            | 0            | 0            | 0            | 6        | 0      | 2           | 0          |
| C. Razza       | 16       | 0       | 0           | 0          | 1            | 0            | 0            | 0            | 17       | 0      | 0           | 0          |
| J. Requirez    | 8        | 1       | 0           | 0          | -            | -            | -            | -            | 8        | 1      | 0           | 0          |
| A. Roselli     | 1        | 0       | 0           | 0          | -            | -            | -            | -            | 1        | 0      | 0           | 0          |
| L. Seneci      | 1        | 0       | 0           | 0          | -            | -            | -            | -            | 1        | 0      | 0           | 0          |
| M. Sobal       | 21       | 21      | 2           | 1          | -            | -            | -            | -            | 21       | 21     | 2           | 1          |
| S. Tasselli    | 27       | -42     | 2           | 1          | 1            | -2           | 0            | 0            | 28       | -44    | 2           | 1          |
| A. Tunoaia     | 12       | 0       | 1           | 0          | -            | -            | -            | -            | 12       | 0      | 1           | 0          |
| L. Zambelli    | 3        | 0       | 0           | 0          | -            | -            | -            | -            | 3        | 0      | 0           | 0          |
| S. Zanoletti   | 13       | 0       | 2           | 0          | 1            | 0            | 0            | 0            | 14       | 0      | 2           | 0          |